# Буревісник рожевоногий
 Буревісник рожевоногий (Ardenna creatopus) — морський птах середнього розміру з родини буревісників (Procellariidae).

## Поширення
Вид поширений на сході Тихого океану. Гніздиться на островах Робінзон-Крузо та Санта-Клара (архіпелаг Хуан-Фернандес), а також на острові Моча біля узбережжя Чилі. З цих островів він зазвичай мігрує на північ, щоб провести зиму (з квітня по листопад) у відкритому морі. Його позагніздовий ареал простягається від півдня Аляски до Чилі.

## Опис
Довжина голови і тулуба рожевоногого буревісника становить близько 48 см, а вага близько 900 г. Дзьоб світло-рожевого кольору з чорним кінчиком, ступні і гомілки також рожевого кольору. Вся верхня поверхня тіла і крил сірувато-бура, а нижня частина тіла біла. Нижня сторона крил в основному біла, за винятком темних країв, але на них можна побачити різноманітні сірувато-коричневі плями.